# Stock Phrases
 (juillet 2020).
Si vous disposez d'ouvrages ou d'articles de référence ou si vous connaissez des sites web de qualité traitant du thème abordé ici, merci de compléter l'article en donnant les références utiles à sa vérifiabilité et en les liant à la section « Notes et références ».
Albums de Kat Onoma
Cupid
(1988) Billy the Kid
(1992)
Stock Phrases est le deuxième album de Kat Onoma, sorti en 1990.

## Historique
L'album est enregistré au Studio Pyramide, à Bruxelles, et mixé à Paris au Studio Plus XXX, à l'automne 1989. Selon Dominique Grandfils, avec cet album, les Alsaciens « confirment leur identité avec un blues underground et des reprises audacieuses de Be Bop a Lula et C'mon Everybody ».
Le disque vinyle comporte 11 titres, un remix de Cupid, extrait de l'album précédent, figure sur la version CD. L'album est réédité en CD en 1995 avec une piste bonus : Don Juan.

## Réception
Selon l'édition française du magazine Rolling Stone, cet album est le 41e meilleur album de rock français.
Apparait plusieurs fois dans le magazine Actuel (ref. nec.)

## Liste des pistes
Sauf indication contraire, tous les textes sont signés Pierre Alferi et toutes les musiques sont de Rodolphe Burger et Kat Onoma.
| No  | Titre                         | Auteur                                        | Durée |
| --- | ----------------------------- | --------------------------------------------- | ----- |
| 1.  | The Animals                   | William S. Merwin, Rodolphe Burger, Kat Onoma | 5:47  |
| 2.  | Private Eye                   | -                                             | 3:51  |
| 3.  | Lady M.                       | -                                             | 6:02  |
| 4.  | Lifeguard's Dirty             | -                                             | 3:31  |
| 5.  | A Wind That Hungers           | Rodolphe Burger, Kat Onoma                    | 4:10  |
| 6.  | The Landscape                 | -                                             | 4:01  |
| 7.  | Four Color Game               | -                                             | 3:21  |
| 8.  | Ashbox                        | Salvatore Puglia, Rodolphe Burger, Kat Onoma  | 4:28  |
| 9.  | Worst Friend                  | -                                             | 2:48  |
| 10. | Come On Everybody             | Eddie Cochran, Jerry Capehart                 | 3:49  |
| 11. | Be Bop A Lula                 | Sheriff Tex Davis, Gene Vincent               | 3:22  |
| 12. | Cupid (remix de Nick Patrick) | Pierre Alferi, Rodolphe Burger                | 3:51  |
| 13. | Don Juan (bonus track)        |                                               | 3:11  |

## Crédits
| - Rodolphe Burger : chant (principal), guitare, queño - Pascal Benoit : batterie, chœurs - Pierre Keyline : basse - Philippe Poirier : saxophone, guitare - Guy « Bix » Bickel : trompette, chant | - Production, mixage : Luc Tytgat - Assistants de production : Emmanuelle Anelat, Philippe Cerboneschi - Artwork : Carole Peclers & Médiables - Peinture: Salvatore Puglia - Photographie : Suzanne Doppelt |